# Pentapora fascialis
Pentapora fascialis är en mossdjursart som först beskrevs av Peter Simon Pallas 1766.  Pentapora fascialis ingår i släktet Pentapora och familjen Bitectiporidae. Inga underarter finns listade i Catalogue of Life.